# Брюзевіц
Брюзевіц (нім. Brüsewitz) — громада в Німеччині, розташована в землі Мекленбург-Передня Померанія. Входить до складу району Північно-Західний Мекленбург. Складова частина об'єднання громад Лютцов-Любсторф.
Площа — 29,88 км2. Населення становить 1975 ос. (станом на 31 грудня 2020).

## Галерея

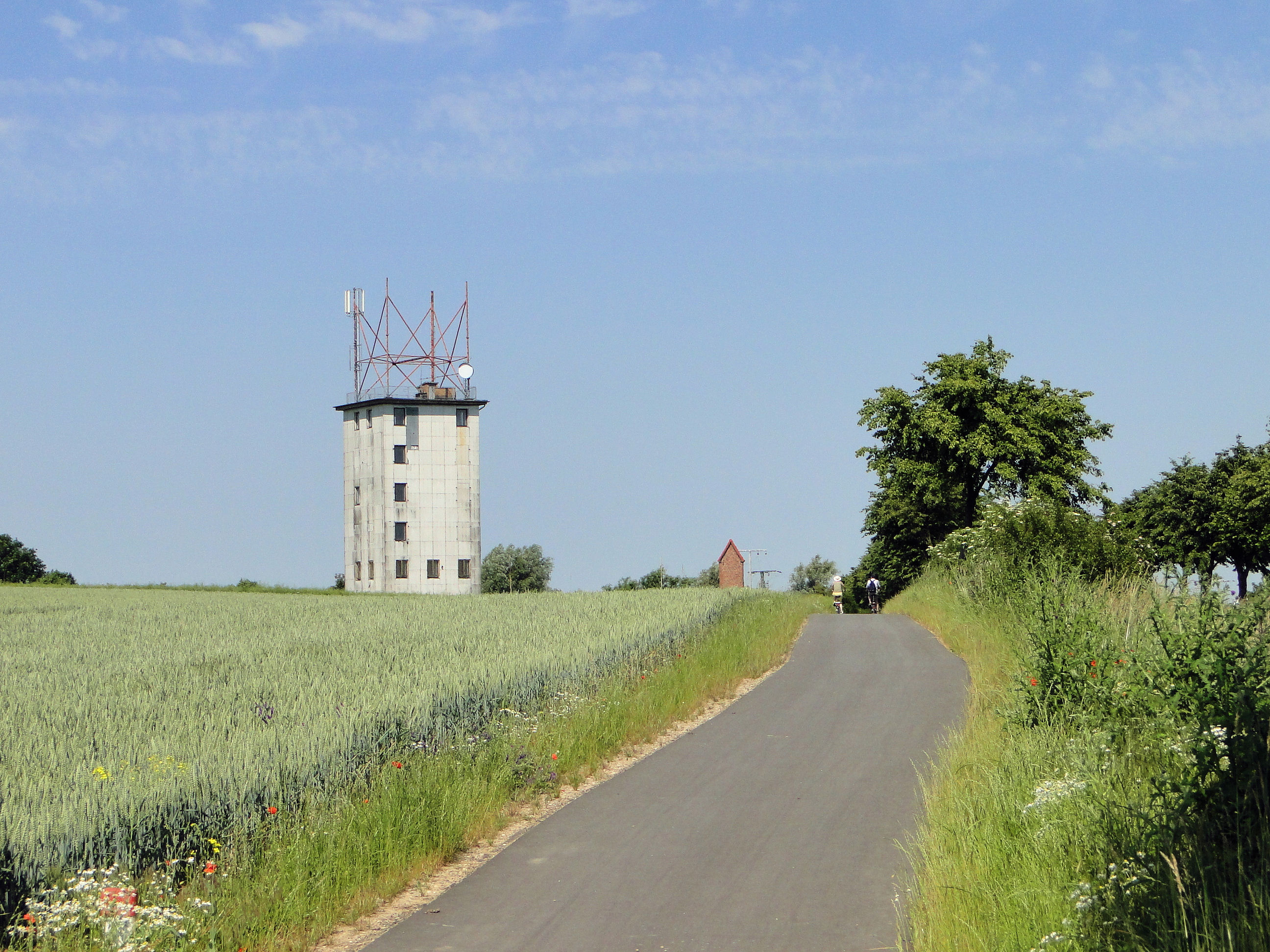
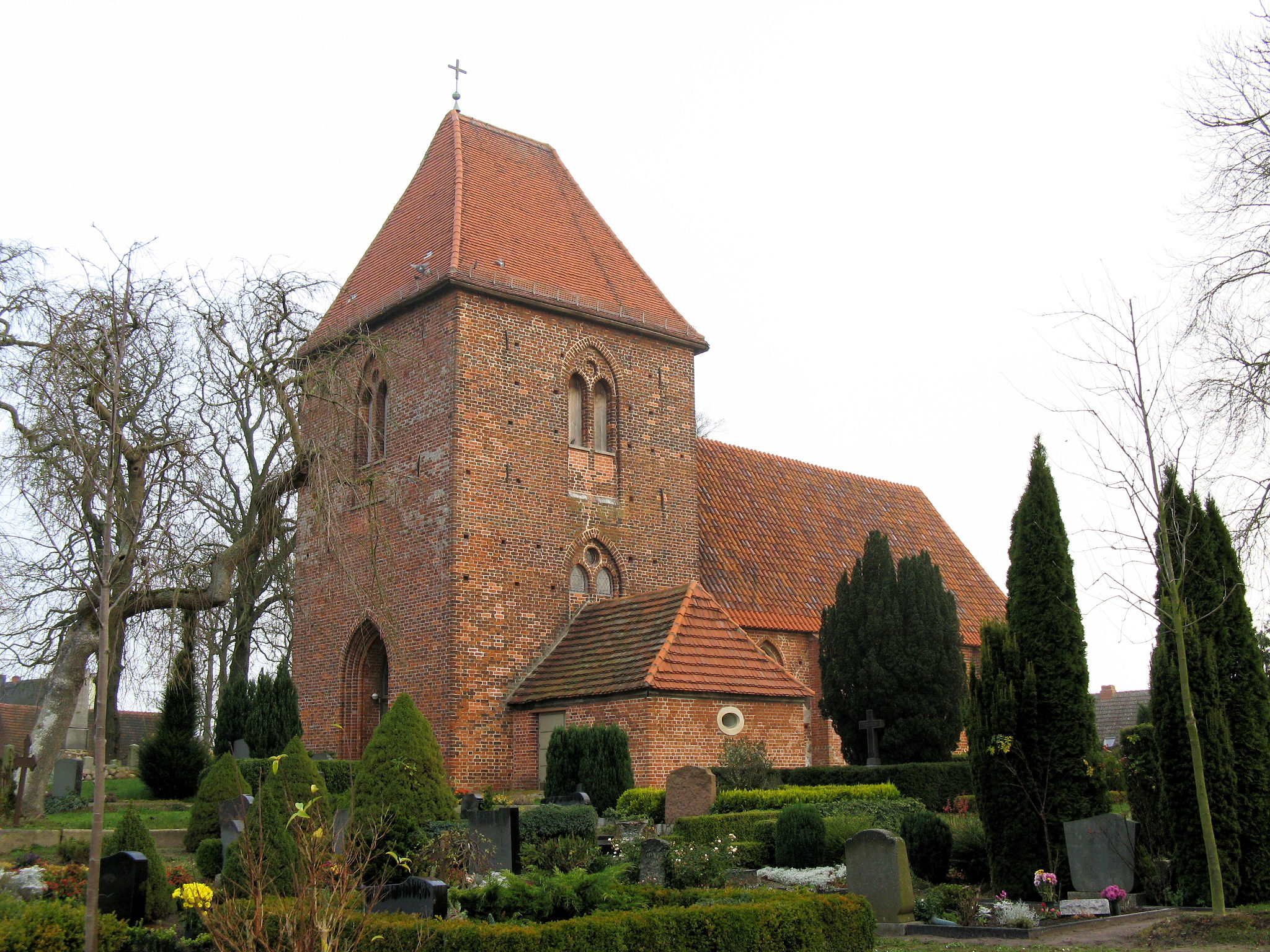